# Ehrenfried-Walther-von-Tschirnhaus-Gymnasium
Das Ehrenfried-Walther-von-Tschirnhaus-Gymnasium ist ein staatliches Gymnasium in der Dresdner Südvorstadt mit Ehrenfried Walther von Tschirnhaus als Namensgeber. Der Gebäudekomplex wurde auf dem Gelände des ehemaligen Fritz-Löffler-Gymnasiums errichtet.
Die Schule besteht seit dem Schuljahr 2014/15, damals noch mit dem Namen Gymnasium Dresden Süd-West und mit dem Interims-Schulstandort in Dresden Gorbitz.

## Geschichte
Die Schule wurde 2014/15 gegründet, hieß zu dem Zeitpunkt noch Gymnasium Dresden Süd-West und hatte ihren Standort in Dresden Gorbitz. Am 10. April 2017 wurde die Schule von „Gymnasium Dresden Süd-West“ in „Ehrenfried-Walther-von-Tschirnhaus-Gymnasium“ umbenannt. Namensgeber ist der Naturforscher und Miterfinder des Porzellans Ehrenfried Walther von Tschirnhaus.
Im Jahr 2018 zog die Schule in die Südvorstadt, nachdem die Baumaßnahmen am ehemaligen Standort des Fritz-Löffler-Gymnasium weitestgehend abgeschlossen waren. Am 30. Oktober 2018 gab es ein offizielles Schuleinzugsfest. Eine alte Turnhalle an der Altenzeller Straße und die ehemalige 46. Oberschule vom Bautyp „Dresden Atrium“ wurden abgerissen und durch einen Neubau ersetzt. Zum Zeitpunkt des Einzugs waren die Bauarbeiten an der 4-Felder-Sporthalle, sowie an dem Altbau noch nicht abgeschlossen. Beide Gebäude wurden 2019 fertiggestellt und sind seit dem Schuljahr 2019/20 in Benutzung. Die ehemalige 46. Oberschule vom Bautyp „Dresden Atrium“ wurden abgerissen und durch einen Neubau ersetzt, der bereits zum Einzug fertiggestellt war.

## Gebäude
Der Schulkomplex besteht aus einem Neu- und Alt- bzw. Bestandsbau. Der Altbau steht unter Denkmalschutz und trägt den Namen Fritz Löffler. Beide Gebäude sind miteinander verbunden und werden durch die separat stehende 4-Felder Turnhalle ergänzt.

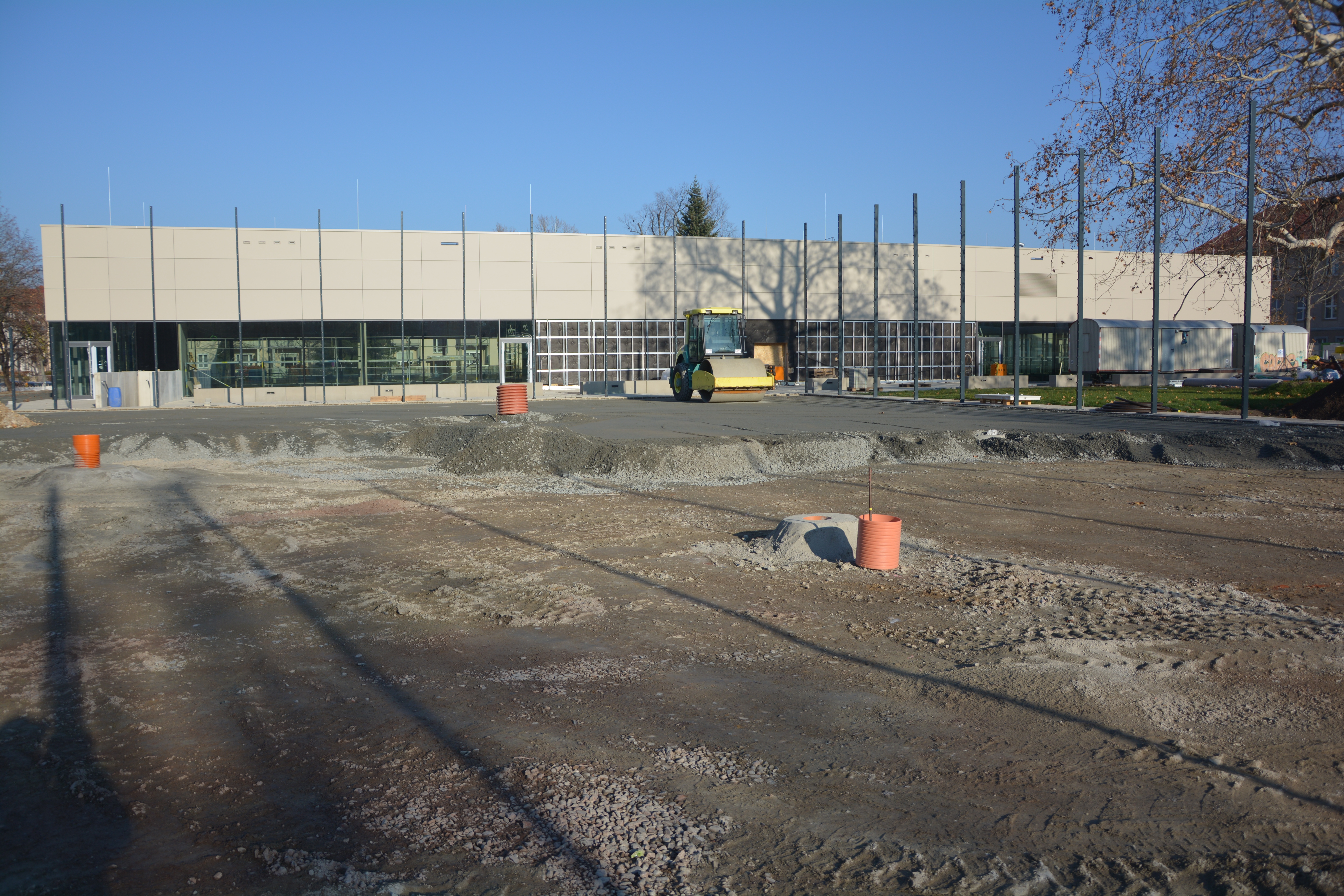
4-Felder Turnhalle mit Sportplatz im Vordergrund im Bau
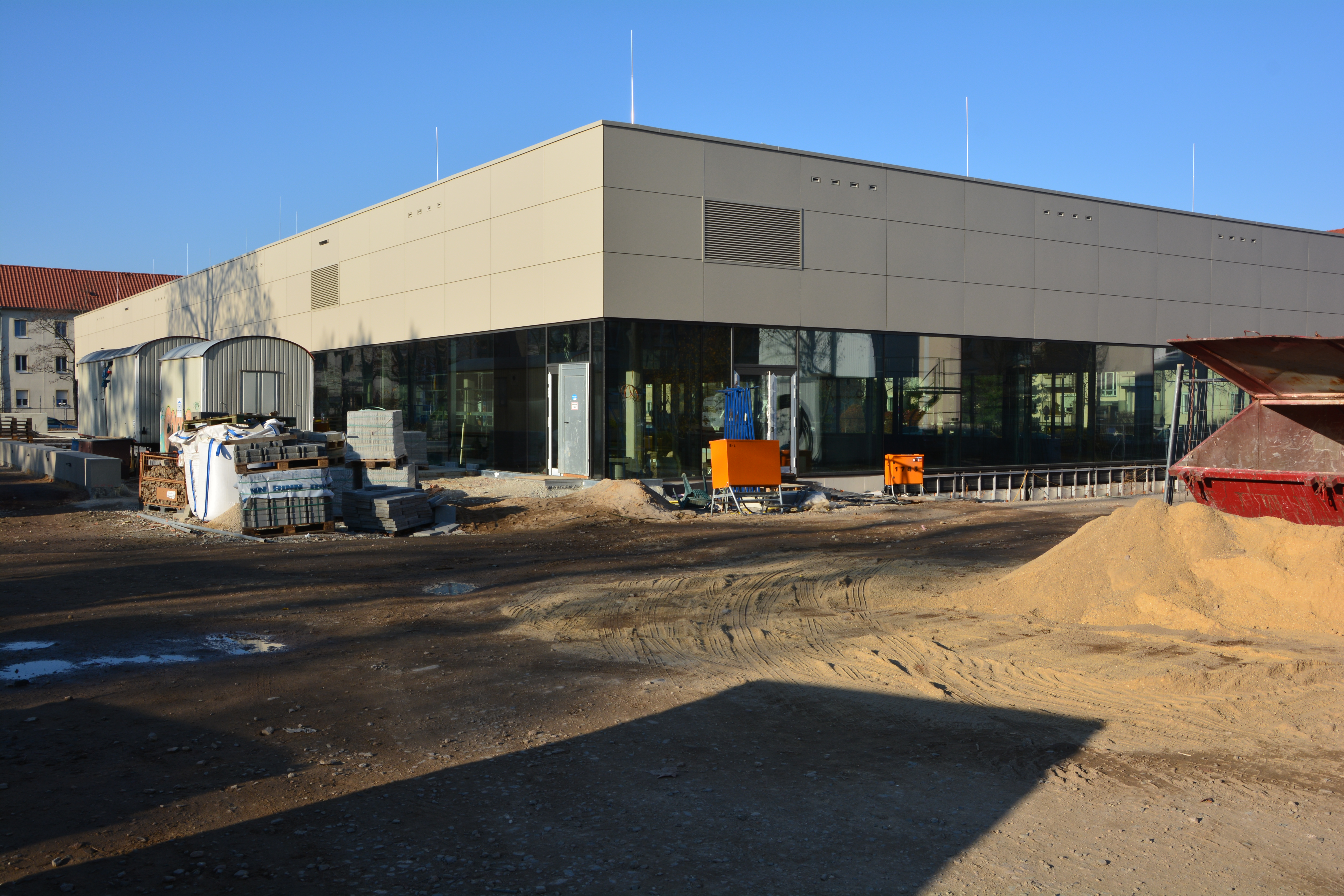
Blick auf die Turnhalle vom zukünftigen Schulhof aus
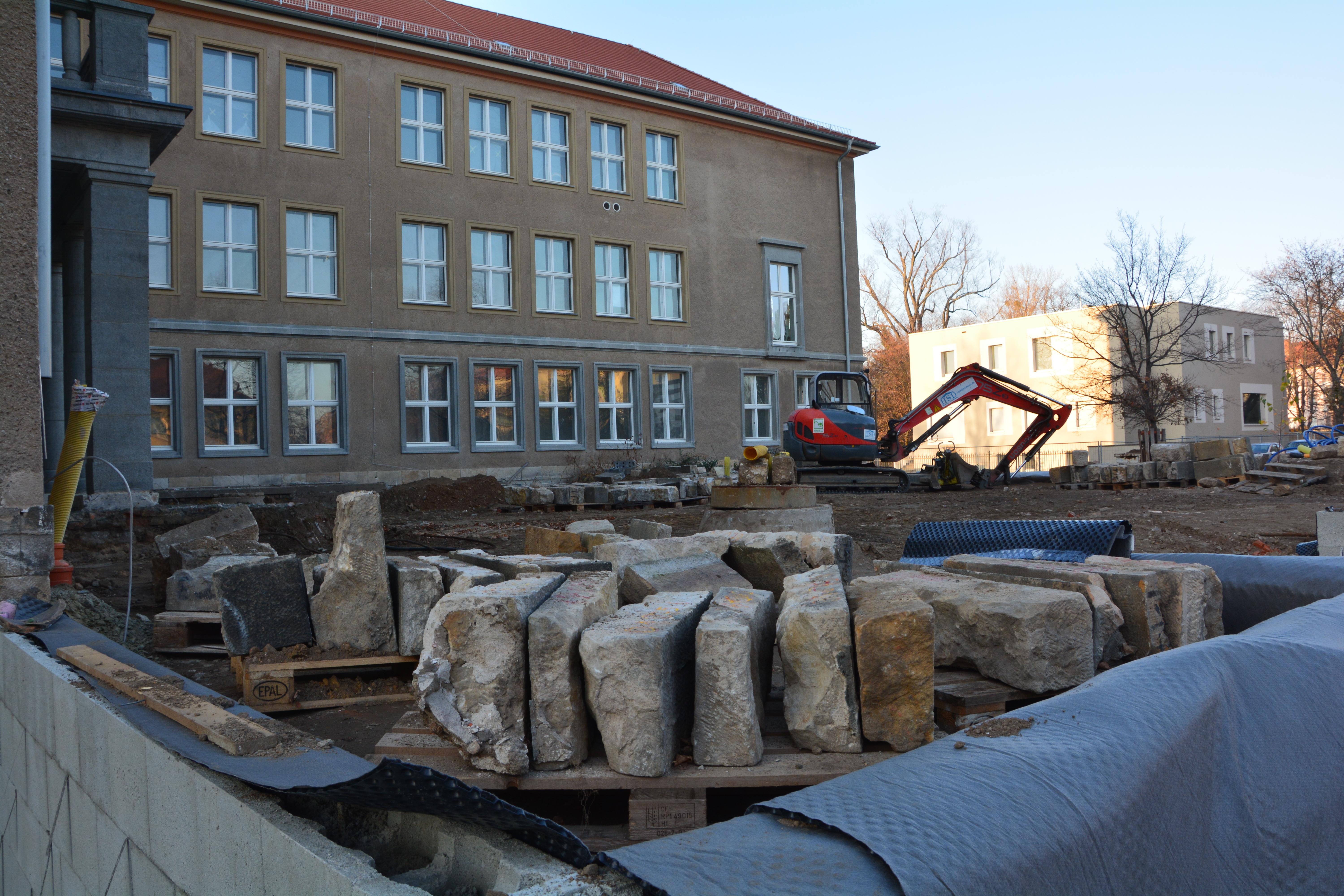
Vorplatz des Altbaus während der Umbaumaßnahmen
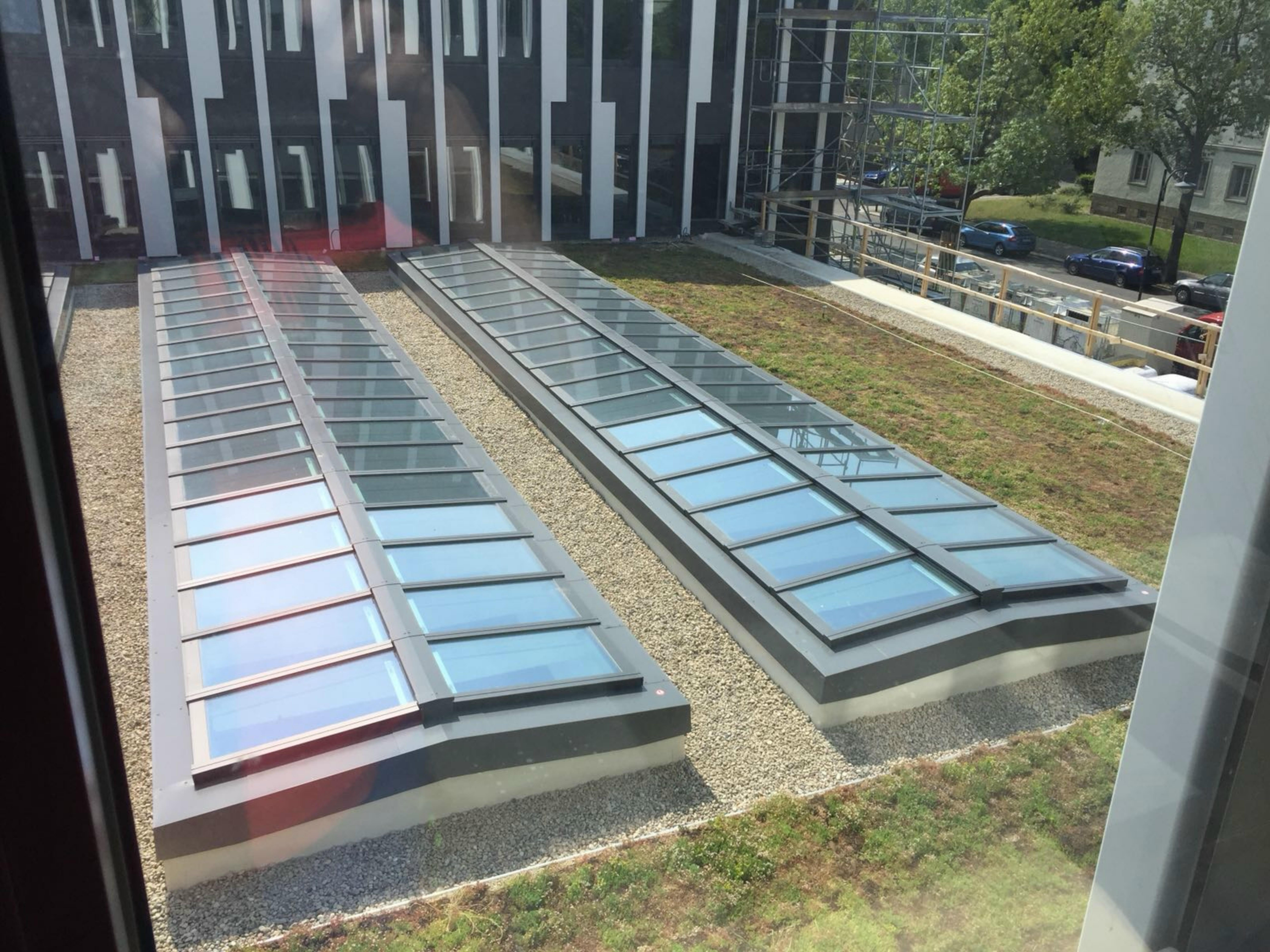
Blick aus dem 2. Stock des Neubaus auf das Dach der Mensa

## Schulprofil
Das Schulmotto lautet: „Audiatur et altera pars.“ – Man höre auch die andere Seite und „Von uns hinaus in die Welt“.
Ab der 8. Klasse werden das naturwissenschaftliche, gesellschaftswissenschaftliche, sportliche und sprachliche Profil (chinesisch) angeboten. Ab dem Schuljahr 2022/23 wird dieses Angebot durch ein musisch-künstlerisches Profil ergänzt.

### Sprachen
Als erste Fremdsprache wird Englisch angeboten. Für die zweite Fremdsprache ab der 6. Klasse stehen Französisch und Spanisch zur Auswahl. Zum Verbessern der Englischkenntnisse wird eine Sprachreise angeboten und für die zweite Fremdsprache jeweils ein Schüleraustausch.

### Sportklasse
Seit dem Schuljahr 2019/20 wird mit jedem Jahrgang eine Sportklasse eröffnet. Die Besonderheit an dieser ist, dass an zwei Tagen in der Woche der Unterricht später beginnt, um den Vereinen die gewonnene Zeit als Trainingszeit zur Verfügung zu stellen.

## Schulleben

### Lehrer- und Schülerzahl
| Schuljahr | Lehrer | Schüler | Anmerkung                                |
| --------- | ------ | ------- | ---------------------------------------- |
| 2017/18   | 29     | 450     | Nur bis Klassenstufe 8                   |
| 2018/19   | 44     | 608     | Nur bis Klassenstufe 9                   |
| 2019/20   | 52     | 765     | Nur bis Klassenstufe 10                  |
| 2020/21   | 60     | 859     | Nur bis Klassenstufe 11                  |
| 2021/22   | 70     | 892     | Erstes Schuljahr mit allen Klassenstufen |
| 2022/23   | 75     | 946     | [ 1 ]                                    |

### Schulleiter
- 2014–2022: Sandra Gockel
- seit 2022: Jörg Beirich

### Veranstaltungen
Es werden regelmäßig Veranstaltungen, wie z. B. die Feierliche Schulaufnahme und ein Weihnachtsturnier durchgeführt.

### Ganztagsangebote
Neben dem regulären Unterricht bietet die Schule verschiedene Angebote zur weiteren Freizeitgestaltung an. Unter anderem:
- sportlich
  - Wintersport
  - Segeln
  - Floorball
  - Fußball
  - Mountainbiken
  - Rudern
- musisch / künstlerisch / kreativ
  - Chor
  - Gesellschaftstanz
  - Schülerzeitung
  - Keramik
  - Druck, Malerei und Plastik
- sprachlich
  - Latein
  - Russisch
- Verantwortung Mitwelt
- 3D-Druck
- Schulsanitätsdienst
- #starke Mädchen#

### Schülerzeitung
Seit dem Jahr 2019 hat die Schule eine eigene Schülerzeitung, die regelmäßig neue Ausgaben veröffentlicht und im Jahr 2020 mit dem „Förderpreis Aufsteiger für die beste neugegründete Schülerzeitung“ des Sächsischen Jugendjournalismuspreis ausgezeichnet wurde.

### Förderverein
Die Schule besitzt einen Förderverein mit dem Namen „Förderverein des Tschirnhaus-Gymnasiums Dresden e. V.“ und dem Ziel: „die Schule bei der Bewältigung ihrer Aufgaben zu unterstützen und die sich daraus ergebenden schulischen Prozesse aktiv mitzugestalten.“ Im Vordergrund stehen dabei nicht Einzelinteressen, sondern das Ziel, möglichst langfristige Wirkungen für die Schulgemeinschaft zu erzielen. Der Förderverein unterstützt nach eigner Aussage: „internationale Schülerbegegnungen, besondere fachspezifische und fächerübergreifende/-verbindende Unterrichtsprojekte, Initiativen zur Verbesserung der Unterrichtssituation (z. B. mediale Ausstattung), Vorhaben zur (Weiter-)Entwicklung sozialer Kompetenzen, Veranstaltungen zur Studien- und Berufswahl und die Entwicklung einer lebendigen Tradition (z. B. durch Pflege freundschaftlicher Kontakte zu den Alumni des Gymnasiums).“
Der Förderverein sammelt u. a. über Altstoffsammlungen und Stift-Sammel-Aktionen Geld.

### Partnerschulen
Die Schule baut Schulpartnerschaften mit der German Church School Addis Abeba in Äthiopien, sowie mit Schulen in Spanien und Luxemburg auf.

## Sonstiges
Im November 2021 wurde die Schule in das Netzwerk Schule ohne Rassismus – Schule mit Courage aufgenommen.